# Archäologisches Spessartprojekt

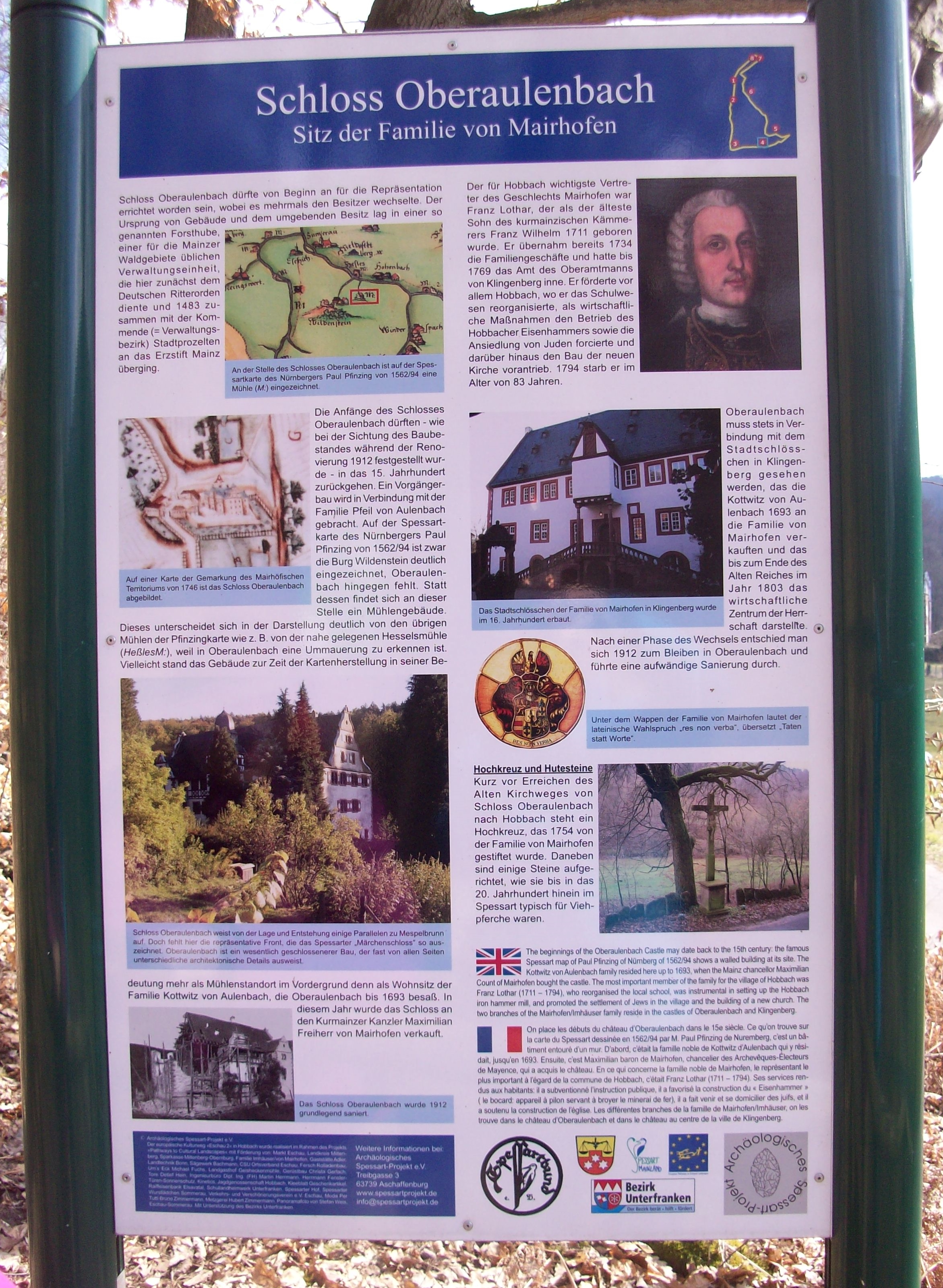
Beispiel einer Informationstafel eines erstellten Kulturweges um das Wasserschloss Oberaulenbach durch die Arbeit des Archäologischen Spessartprojektes und seiner vielen Helfer

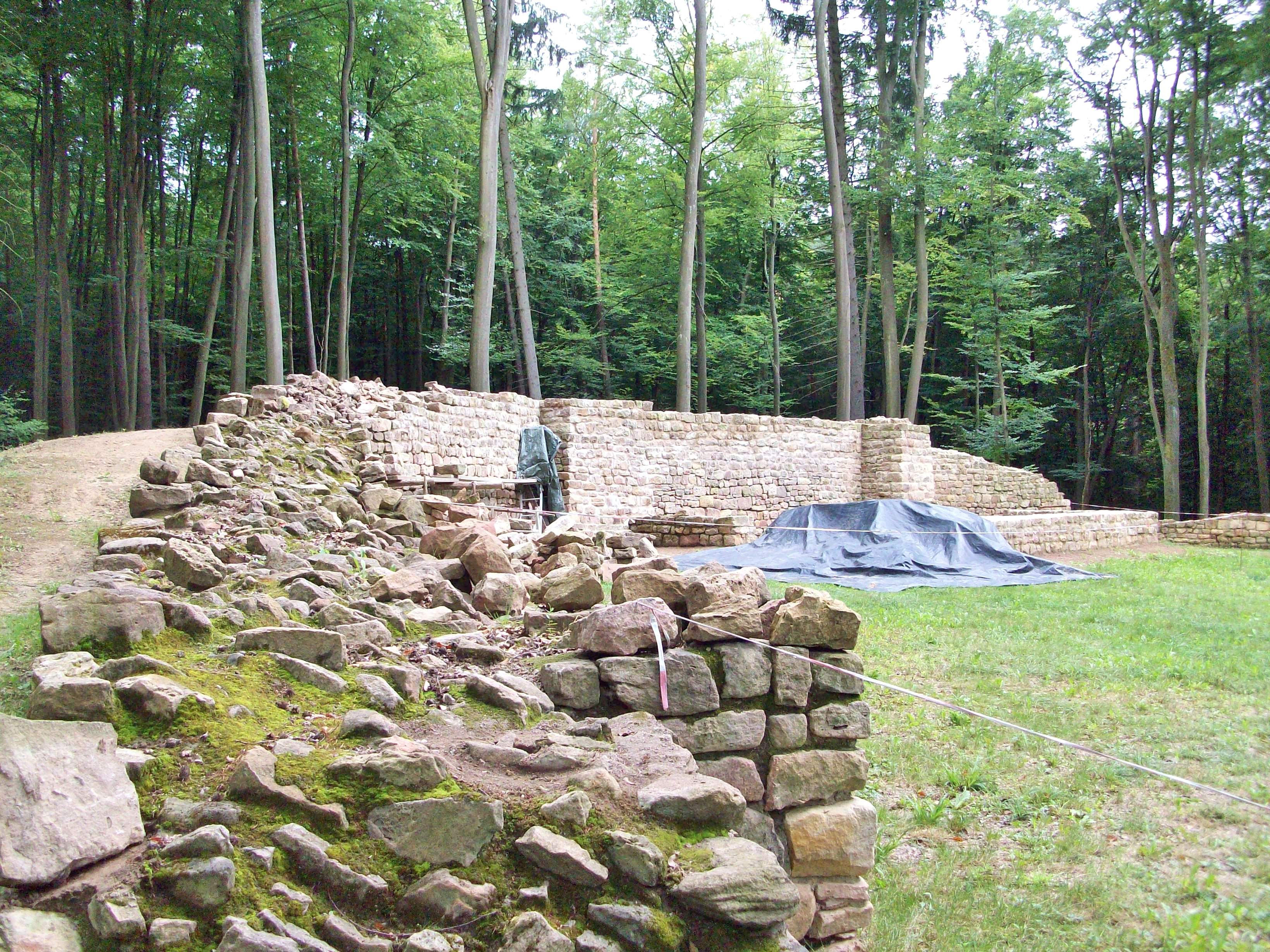
Beispiel einer Ausgrabung und Rekonstruktion durch das ASP am Alten Schloss von Kleinwallstadt

Das Archäologische Spessartprojekt e. V. (ASP) mit Sitz in Aschaffenburg ist ein eingetragener Verein mit Gemeinnützigkeit. Gleichzeitig ist das ASP seit 2010 ein Institut der Universität Würzburg
Das ASP ist als Nichtregierungsorganisation (NGO) auch an der Umsetzung der Europäischen Landschaftskonvention des Europarats beteiligt.

## Zweck
Das ASP befasst sich mit der Kulturlandschaft des Spessarts in all ihren Aspekten: Geschichte, Sprache, Kultur, Archäologie, Volkskunde, Landschaftsentwicklung, natürliche Voraussetzungen wie Geographie, Topographie, Geologie oder Biologie. Der Spessart ist eine Region von etwa 2400 Quadratkilometern Fläche an der Grenze zweier deutscher Bundesländer, Bayern und Hessen.
Die ermittelten Daten werden in einem Geographischen Informationssystem (GIS) zusammengeführt.
Das ASP arbeitet eng mit verschiedenen Universitäten und Forschungsinstituten in einer Vielzahl wissenschaftlicher Projekte zusammen:
- mit der Universität Würzburg, Institute für Geschichte, Geographie und Vor- und Frühgeschichte in den Bereichen Landeskunde, Siedlungsgeschichte, Vorgeschichte und Quartärgeologie
- mit der Universität Mainz, Institut für Vor- und Frühgeschichte und Institut für geschichtliche Landeskunde, in den Bereichen Landeskunde und Vorgeschichte (besonders der Eisenzeit)
- mit dem Hessischen Landesamt für geschichtliche Landeskunde in Marburg
- mit der Universität Gießen, Institut für Vor- und Frühgeschichte, im Bereich Mittelalterarchäologie;
- mit der Freien Universität Bozen, Fakultät für Naturwissenschaften und Technik;
- mit der Universität Southampton (UK), Institut für Ingenieurwissenschaften, zu Wasserbau im Spessart (besonders für Mühlen und Bewässerungssysteme)
- mit der Universität von Südböhmen (CZ), Institut für Archäometrie, im Bereich Paläozoologie.

Neben der wissenschaftlichen Arbeit steht für das ASP die Vermittlung der Kulturlandschaft des Spessarts im Vordergrund seiner Tätigkeit. Herzstück der Vermittlungsarbeit sind die Kulturwege, die zusammen mit örtlichen Gemeinden und Vereinen erstellt werden. Die Einweihung ist meistens mit einer Begehung und Erläuterung zum Inhalt und dem geschichtlichen und kulturellen Hintergrund des Kulturweges verbunden.

## Geschichte
Das Projekt ist im Jahre 1995 nach dem Spessartkongress in Bad Orb entstanden und wurde von den Landkreisen Aschaffenburg, Miltenberg, Main-Spessart, Main-Kinzig und der Stadt Aschaffenburg mit ins Leben gerufen. Das ASP wird maßgeblich vom Bezirk Unterfranken gefördert. Der Verein selbst wurde 1998 gegründet. Gerhard Ermischer ist Vorsitzender. Es werden feste Mitarbeiter – Historiker, Kunsthistoriker, Archäologen und Geografen – beschäftigt. Seit 1999 ist der Historiker und Archäologe Gerrit Himmelsbach Projektleiter, der auch 1. Hauptvorsitzender des Spessartbundes ist, dem das ASP als Ortsgruppe angehört. Seinen Sitz hat das Projekt im Ernst-Ludwig-Kirchner-Haus in Aschaffenburg. Das ASP war am EU-Projekt European Cultural Paths beteiligt und rief das Folgeprojekt Pathways to Cultural Landscapes ins Leben. Der Verein finanziert sich vor allem über Fördermittel aus der Region, den Ländern, der Bundesregierung sowie der EU.

## Aktivitäten

### Kulturwege
Das Projekt bemüht sich um die Vermittlung der Kulturlandschaft an Bewohner und Touristen durch die Einrichtung von Kulturwegen.
Bis zum Jahr 2024 wurden 125 Kulturwege geschaffen. Die Wege haben eine Länge von 4 bis 25 km, sind mit Schautafeln und Markierungen versehen und werden in ausführlichen Faltblättern beschrieben. Jeder Weg ist einer besonderen Thematik gewidmet, wobei die Landschaft unter historischen, geologischen, kulturellen und ökologischen Gesichtspunkten beleuchtet wird. Zur Erhaltung der Wege ist das ASP eine enge Partnerschaft mit den regionalen und lokalen Wandervereinen und Heimatvereinen eingegangen. Der Löwenanteil dieser Arbeiten wird von Freiwilligen geleistet, für die regelmäßige Treffen organisiert werden. Derzeit arbeiten jährlich über 500 ehrenamtliche Helfer mit dem ASP zusammen, im Laufe der letzten Jahre haben sich etwa 3000 Freiwillige an den verschiedensten Projekten beteiligt, darunter archäologische Ausgrabungen, Prospektionen, Forschungs- und Kunstprojekte.

### Archäologische und historische Arbeit

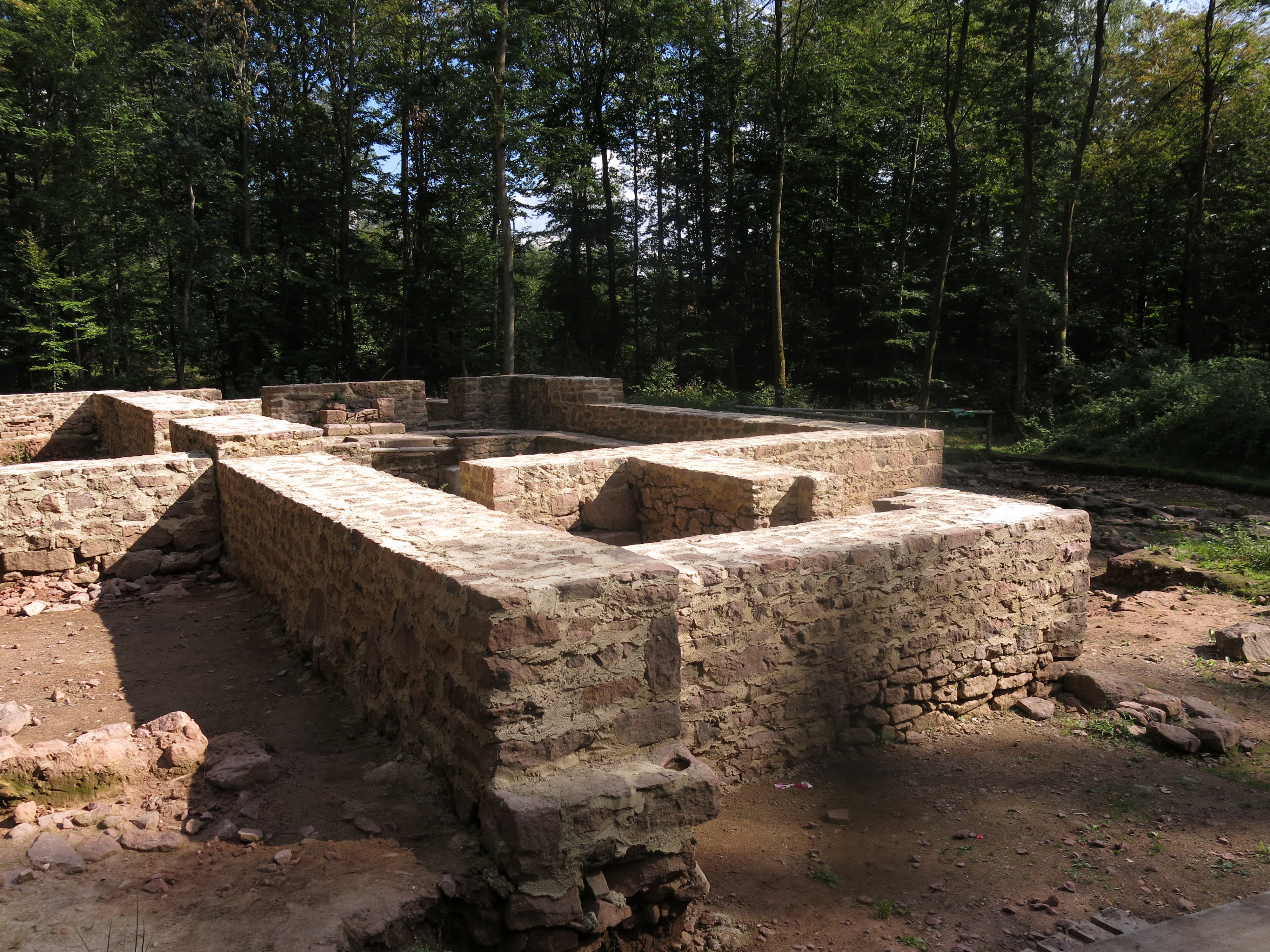
Rekonstruierte Grundmauern des Klosters Elisabethenzell aufgrund der Ausgrabungen des ASP.

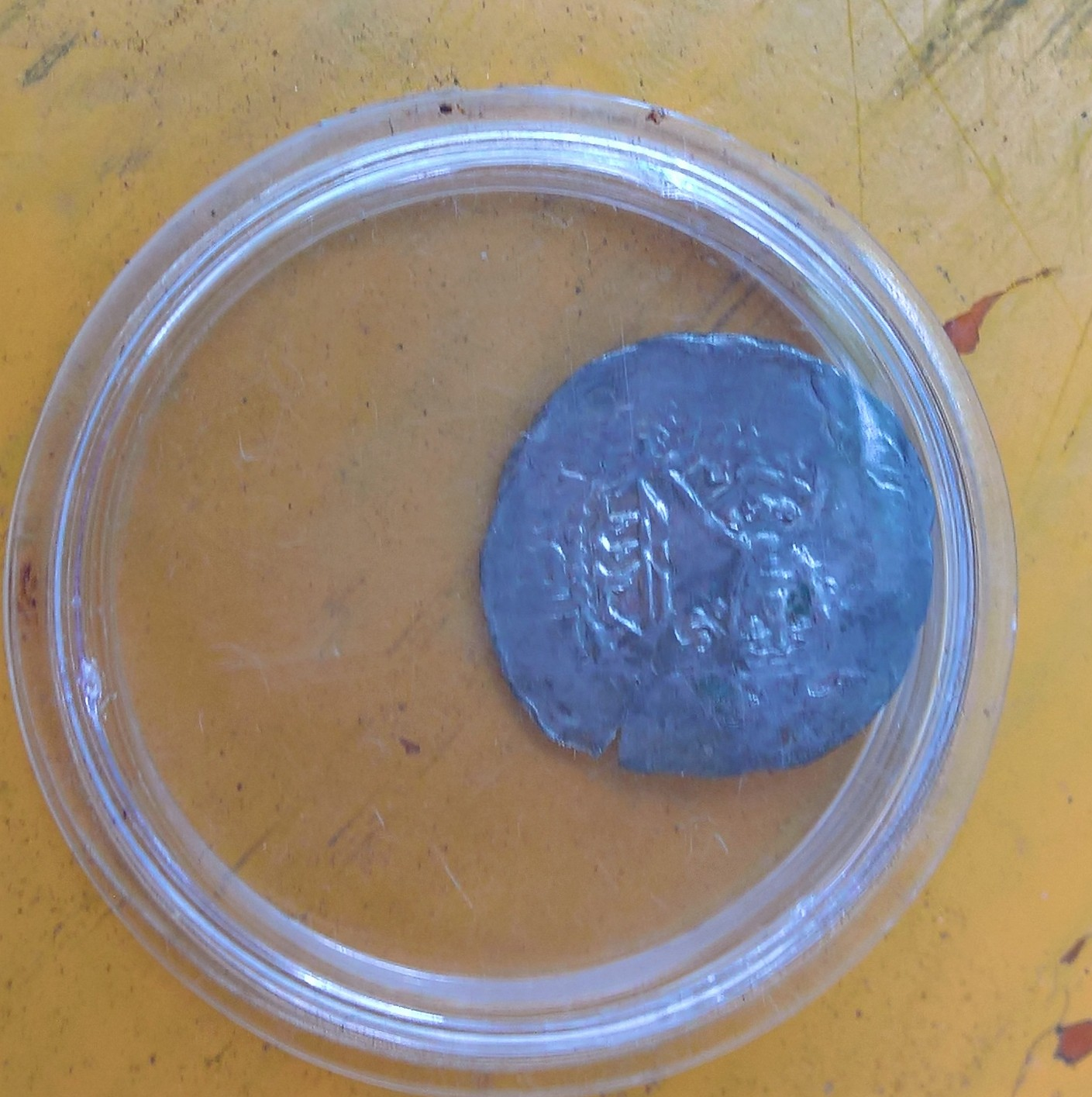
Vorderseite des Münzpfennigs, zugeordnet dem Mainzer Erzbischof Adalbert I. von Saarbrücken aus der ersten Hälfte des 12. Jahrhunderts, Fund auf der Kugelburg 2018

Mehr als 20 Burgen, Schlösser und Wehrkirchen im südwestlichen Mainviereck sollen mit Hilfe der Europäischen Union untersucht, zum Teil restauriert und wieder verstärkt touristisch zugänglich gemacht werden. Über die Ausgrabungen und weiterführende Arbeiten wurde seit 2004 in mehreren Symposien berichtet und wissenschaftlicher Austausch geführt. Seit 2008 wird die Burgensymposium genannte Tagungsreihe jährlich durchgeführt, dabei stehen die Ergebnisse der durchgeführten Grabungen und angegliederte Themenkreise im Mittelpunkt. Zumeist werden die Tagungen in den Orten der Jahreshauptgrabungen durchgeführt. An folgenden Projekten wurde und wird, teils in mehrjährigen Grabungsphasen, geforscht, die meist mit einem Grabungsfest, bei dem die Ziele, geschichtlichen Hintergründe und Ergebnisse der Ausgrabung präsentiert werden, verbunden sind:
- Gotthardsberg zwischen Amorbach und Weilbach – einst Standort der Burg Frankenberg, heute Klosterruine Gotthardruine
- Baubegleitende archäologische Untersuchungen während des Beginns der Restaurierung des ehemaligen Jagdschlosses der Mainzer Erzbischöfe in Wiesen[6]
- am Palas der Burg Wildenstein bei Eschau
- Ausgrabungen am Burgstall Ketzelburg bei Haibach und Anlage eines Kulturweges
- Ausgrabungen am Burgstall der ehemaligen Wasserburg Mole südlich von Heimbuchenthal
- Ausgrabungen am  Burgstall Gräfenberg (der vermuteten Burg Landesehre) in Hösbach-Rottenberg auf dem Gräfenberg[7]
- Untersuchungen am Burgstall Klosterberg (der vermuteten Burg Waldenberg), Gegenburg der Burg Landesehre auf dem gegenüberliegenden Klosterberg
- Freilegung des kompletten Burgstalles des Alten Schlosses (ehemals Waleburg genannt) östlich von Kleinwallstadt nahe am Main liegend; Sicherung und Wiederherstellung der Burgreste
- Untersuchungen der Altenburg, einer Ringwallanlage zwischen den Ortschaften Soden und Ebersbach, die von der Jungsteinzeit bis ins Mittelalter immer wieder genutzt wurde
- Wiederholte Ausgrabungen an der Burg Bartenstein bei Partenstein von 2003 bis 2016[8]
- Mehrjährige Ausgrabungen am Kloster Elisabethenzell, auch Kloster „Einsiedel“ genannt[9]
- Ausgrabungen an der ehemaligen Zehntscheune des ehemaligen Schlosses in Rothenbuch, späteres Forsthaus
- Untersuchungen am Ringwall Wirtheim
- Umfassende Redigierung des Frammersbacher Sechserbuches als wichtige historische Quelle durch Rainer Leng[10]
- 2016[11][12] und 2018 Ausgrabungen an der abgegangenen Burg Wahlmich (die sogenannte Wylerburg bei Waldaschaff) und Nachweis, dass es keine Turmhügelburg, sondern eine voll ausgebaute Höhen- und Spornburg war
- Umfangreiche Ausgrabung der Burg Hauenstein zwischen Krombach und Mömbris mit Tausenden auch überregional bedeutsamen Funden
- Ergrabung des Burgstalls Kugelburg und Nachweis der frühen Entstehung im 12. Jahrhundert (2018)
- Ausgrabung an der Burg Mömbris zur Funktion und Bauweise des Burgstalles im Sommer 2019, Nachweis von drei Bauphasen
- Weiter Grabungskampagne von August bis Oktober 2021 am Gotthardsberg
- Gemeinsam mit dem Heimat- und Geschichtsverein Alzenau, der Stadt Alzenau und dem Spessart-Gymnasium Alzenau erforschte das ASP zwischen Juni und Oktober 2022 das Umfeld der Dörsthöfe bei Alzenau-Michelbach und Mömbris im Landkreis Aschaffenburg
- 2023 wurde die Wüstung Seehausen bei Zellingen untersucht. Neben einem großen karolingischen Gräberfeld fanden sich auch Reste von Bebauung und ein gut erhaltener, gemauerter Brunnenschacht.[13]
- Juni bis Oktober 2024 wurden Untersuchungen des Lufthofs bei Dorfprozelten im Landkreis Miltenberg durchgeführt. Ziel der Grabung war die Erforschung eines größeren landwirtschaftlichen Anwesens, dessen archivalische Spuren bis ins 14. Jahrhundert zurückreichen.

## Auszeichnungen
- Für die Wiedererschließung des „Kurfürstenweges“ erhielt das Projekt den Tourismuspreis 2006 der Kreissparkasse Miesbach-Tegernsee,[14]
- 2008 folgte der „Carl-Gottfried-Scharold-Preis“[15]
- Die Stadt Aschaffenburg verlieh dem ASP 2011 den AGENDA-21-Preis
- Die Gesellschaft für Archäologie in Bayern zeichnete das ASP 2012 mit dem „bayerischen Archäologiepreis“ aus;
- 2014 erhielt das Projekt in Aachen die „Silberne Halbkugel“, den Deutschen Preis für Denkmalschutz „für seinen ganzheitlichen, fachlich herausragenden und über 16 Jahre anhaltenden ehrenamtlichen Einsatz zur Bewusstseinsbildung und Identifikation der Region Spessart als historische Kulturlandschaft“.[16]

## Publikationen (Auswahl)
- Gerrit Himmelsbach, Gerhard Ermischer: Europäische Kulturwege im Spessart, Wanderwege 1-15. CoCon-Verlag, 2008, ISBN 978-3-937774-23-7.
- (Hrsg.) Tourismusverband Spessart-Mainland, Archäologischen Spessartprojekt: Spessart-Main-Odenwald, Wandern auf Europäischen Kulturwegen. Aschaffenburg 2007.
- Gerhard Ermischer, Rüdiger Kelm, Dirk Meier, Harald Rosmanitz: Wege in europäische Kulturlandschaften. Verlag Albersdorf, 2003, ISBN 3-8042-1143-7.
- (Hrsg.) Helmut Flachenecker, Gerrit Himmelsbach, Peter Steppuhn: Glashüttenlandschaft Europa. Verlag Schnell & Steiner, Regensburg 2008, ISBN 978-3-937774-23-7.
- Catrin Ackermann, Harald Rosmanitz: Die Ketzelburg in Haibach. (= Veröffentlichungen des Heimat- und Geschichtsvereins Haibach-Grünmorsbach-Dörrmorsbach e. V. Band 6). 2006, ISBN 3-87707-676-9.
- Harald Rosmanitz, Christine Reichert: Das „Alte Schloss“ bei Kleinwallstadt am Untermain. In: Georg Ulrich Großmann (Hrsg.): Die Burg zur Zeit der Renaissance. Forschungen zu Burgen und Schlösser. (= Forschungen zu Burgen und Schlössern. Band 13). Deutscher Kunstverlag, Berlin/München 2010, ISBN 978-3-422-07023-3, S. 213–225.
- Harald Rosmanitz: Die Niederungsburg „Mole“ bei Heimbuchenthal im Spessart. In: Georg Ulrich Großmann (Hrsg.): Die Burg zur Zeit der Renaissance. Forschungen zu Burgen und Schlösser. (= Forschungen zu Burgen und Schlössern. Band 13). Deutscher Kunstverlag, Berlin/München 2010, ISBN 978-3-422-07023-3, S. 227–228.[17]
- Anika Magath: Der Spessart als Kulturlandschaft. (= Schriftenreihe. Band 69). 2020, ISBN 978-3-87965-134-4.
- Gerrit Himmelsbach, Anika Magath: Wie kommt das Schiff in den Wald und wo fährt es hin?- Eine Kulturlandschaft erforscht ihre Identität. In: Wolfgang Wüst (Hrsg.): Natur, Ökologie und Landschaft – Umweltgeschichte in Franken. (= Schriftenreihe der Fränkischen Arbeitsgemeinschaft. Band 07). 2022, ISBN 978-3-8306-8119-9, S. 88–124.